# Conchillas
Conchillas és un poble de l'Uruguai situat al sud-oest del departament de Colonia. Amb una població d'aproximadament 500 habitants, la urbanització va ser fundada el 1887 pels colons anglesos que es van assentar sobre la costa del Riu de la Plata. Es troba localitzada a 50 quilòmetres de la ciutat de Colonia del Sacramento, la capital del departament.
Actualment es conserven una antiga factoria anglesa i una església anglicana que data de començaments del segle xx. El poble de Conchillas va ser declarat "monument històric nacional" el 24 d'agost de 1976 per decret Nº 969/976 del Poder Executiu.